# Narciarstwo dowolne na Zimowych Igrzyskach Olimpijskich 2006
Zawody w narciarstwie dowolnym na Zimowych Igrzyskach Olimpijskich 2006 odbywały się w dniach 11-23 lutego 2006 roku. Rywalizacja odbywała się w miejscowości Sauze d’Oulx, położonej około 80 km na zachód od Turynu. Zawodnicy i zawodniczki rywalizowali w dwóch konkurencjach: jeździe po muldach i skokach akrobatycznych.

## Terminarz
| Data           | Godzina   | Miejscowość              | Konkurencja                 | Złoto           | Srebro               | Brąz               |
| -------------- | --------- | ------------------------ | --------------------------- | --------------- | -------------------- | ------------------ |
| 11 lutego 2006 | 19:00 CET | Sauze d’Oulx-Jouvenceaux | Jazda po muldach kobiet     | Jennifer Heil   | Kari Traa            | Sandra Laoura      |
| 15 lutego 2006 | 17:30 CET | Sauze d’Oulx-Jouvenceaux | Jazda po muldach mężczyzn   | Dale Begg-Smith | Mikko Ronkainen      | Toby Dawson        |
| 22 lutego 2006 | 18:45 CET | Sauze d’Oulx-Jouvenceaux | Skoki akrobatyczne kobiet   | Evelyne Leu     | Li Nina              | Alisa Camplin      |
| 23 lutego 2006 | 18:30 CET | Sauze d’Oulx-Jouvenceaux | Skoki akrobatyczne mężczyzn | Han Xiaopeng    | Dzmitryj Daszczynski | Władimir Lebiediew |

## Wyniki

### Mężczyźni

#### Jazda po muldach
| Miejsce | Zawodnik          | Reprezentacja     | Wynik |
| ------- | ----------------- | ----------------- | ----- |
| 01 !    | Dale Begg-Smith   | Australia         | 26,77 |
| 02 !    | Mikko Ronkainen   | Finlandia         | 26,62 |
| 03 !    | Toby Dawson       | Stany Zjednoczone | 26,30 |
| 4.      | Marc-André Moreau | Kanada            | 25,62 |
| 5.      | Jesper Björnlund  | Szwecja           | 25,21 |
| 6.      | Jeremy Bloom      | Stany Zjednoczone | 25,17 |
| 7.      | Travis Mayer      | Stany Zjednoczone | 24,91 |
| 8.      | Juuso Lahtela     | Finlandia         | 25,12 |
| 9.      | Travis Cabral     | Stany Zjednoczone | 24,42 |
| 10.     | Guilbaut Colas    | Francja           | 23,60 |

#### Skoki akrobatyczne
| Miejsce | Zawodnik              | Reprezentacja            | Wynik  |
| ------- | --------------------- | ------------------------ | ------ |
| 01 !    | Han Xiaopeng          | Chińska Republika Ludowa | 250,77 |
| 02 !    | Dzmitryj Daszczynski  | Białoruś                 | 248,68 |
| 03 !    | Władimir Lebiediew    | Rosja                    | 246,76 |
| 4.      | Alaksiej Hryszyn      | Białoruś                 | 245,18 |
| 5.      | Kyle Nissen           | Kanada                   | 244,91 |
| 6.      | Warren Shouldice      | Kanada                   | 239,70 |
| 7.      | Jeret Peterson        | Stany Zjednoczone        | 237,48 |
| 8.      | Anton Kusznir         | Białoruś                 | 227,66 |
| 9.      | Jewgienij Braiłowskij | Rosja                    | 223,61 |
| 10.     | Renato Ulrich         | Szwajcaria               | 204,75 |

### Kobiety

#### Jazda po muldach
| Miejsce | Zawodniczka      | Reprezentacja     | Wynik |
| ------- | ---------------- | ----------------- | ----- |
| 01 !    | Jennifer Heil    | Kanada            | 26,50 |
| 02 !    | Kari Traa        | Norwegia          | 25,65 |
| 03 !    | Sandra Laoura    | Francja           | 25,37 |
| 4.      | Sara Kjellin     | Szwecja           | 24,74 |
| 5.      | Aiko Uemura      | Japonia           | 24,01 |
| 6.      | Nikola Sudová    | Czechy            | 23,58 |
| 7.      | Kristi Richards  | Kanada            | 23,30 |
| 8.      | Audrey Robichaud | Kanada            | 23,10 |
| 9.      | Deborah Scanzio  | Włochy            | 23,00 |
| 10.     | Shannon Bahrke   | Stany Zjednoczone | 22,82 |

#### Skoki akrobatyczne
| Miejsce | Zawodniczka    | Reprezentacja            | Wynik  |
| ------- | -------------- | ------------------------ | ------ |
| 01 !    | Evelyne Leu    | Szwajcaria               | 202,55 |
| 02 !    | Li Nina        | Chińska Republika Ludowa | 197,39 |
| 03 !    | Alisa Camplin  | Australia                | 191,39 |
| 4.      | Xu Nannan      | Chińska Republika Ludowa | 191,23 |
| 5.      | Asol Sliwiec   | Białoruś                 | 177,75 |
| 6.      | Guo Xinxin     | Chińska Republika Ludowa | 174,85 |
| 7.      | Manuela Müller | Szwajcaria               | 159,14 |
| 8.      | Jacqui Cooper  | Australia                | 152,69 |
| 9.      | Anna Zukal     | Rosja                    | 152,04 |
| 10.     | Ałła Cuper     | Białoruś                 | 137,84 |

## Klasyfikacja medalowa
| Miejsce | Państwo           |   |   |   | Razem |
| ------- | ----------------- | - | - | - | ----- |
| 1.      | Chiny             | 1 | 1 | 0 | 2     |
| 2.      | Australia         | 1 | 0 | 1 | 2     |
| 3.      | Kanada            | 1 | 0 | 0 | 1     |
| 3.      | Szwajcaria        | 1 | 0 | 0 | 1     |
| 5.      | Białoruś          | 0 | 1 | 0 | 1     |
| 5.      | Finlandia         | 0 | 1 | 0 | 1     |
| 5.      | Norwegia          | 0 | 1 | 0 | 1     |
| 8.      | Francja           | 0 | 1 | 0 | 1     |
| 8.      | Rosja             | 0 | 0 | 1 | 1     |
| 8.      | Stany Zjednoczone | 0 | 0 | 1 | 1     |